# Departamento Garay
Garay es un departamento ubicado en la provincia de Santa Fe (Argentina).
Limita hacia el cardinal Sur con el departamento La Capital, hacia el Oeste con los departamentos La Capital y San Justo, hacia el norte con el departamento San Javier y hacia el este con el río San Javier (brazo del río Paraná)
Es uno de los 4 departamentos originales que tuvo la provincia, creados en 1826, junto con el de San Jerónimo, el de Rosario y el de La Capital. Originalmente, el departamento Garay se llamaba San José. En 1883 se desprendió del mismo el departamento San Javier, que por entonces también abarcaba los departamentos de Vera, General Obligado y parte del de Nueve de Julio, fijando sus límites actuales.

## Distritos y localidades
El departamento de Garay comprende un total de 5 distritos categorizados como comunas:
| Comuna                  | Población comuna (2010) | Localidad censal        | Población localidad (2010) | Otros centros poblados                                                          |
| ----------------------- | ----------------------- | ----------------------- | -------------------------- | ------------------------------------------------------------------------------- |
| Cayastá                 | 4.450                   | Cayastá                 | 3.367                      | * Costa Nogales * La Planta                                                     |
| Colonia Mascías         | 1.321                   | no posee localidades    | no posee localidades       | * Colonia Mascías * Colonia San Joaquín                                         |
| Helvecia                | 7.994                   | Helvecia                | 5.756                      | * Barrio SUPCE * Cacique Sañudo * Calle Ancha * Campo del Medio * Colonia Norte |
| Saladero Mariano Cabal  | 857                     | Saladero Mariano Cabal  | 588                        | * Algarrobos * El Laurel                                                        |
| Santa Rosa de Calchines | 6.268                   | Los Zapallos            | 873                        |                                                                                 |
| Santa Rosa de Calchines | 6.268                   | Santa Rosa de Calchines | 3.435                      | * Faro de Calchines * El Timbó * Fausto * Los Cerrillos                         |

## Demografía
Según los resultados definitivos del censo de 2022 la población del departamento alcanza los 24.927 habitantes.
La población se encuentra repartida en 12 608 mujeres y 12 319 hombres, con un índice de masculinidad de 97,7 hombres por cada 100 mujeres. 
La edad mediana de la población es de 30 años (30 años entre las mujeres y 29 años entre los hombres).
El 10,2% de la población tiene más de 65 años (frente al 8,6% en 2010), y el 2,2% de la población tiene más de 80 años (frente al 2,0% en 2010)
De las personas residentes en el departamento, unas 1 843 (7,4% del total departamental) nacieron en otra provincia, y unas  214 (0,8% del total departamental) lo hicieron fuera del país, siendo los grupos de inmigrantes más numerosos los provenientes de:
- Bolivia: 122 personas
- Paraguay: 16 personas
- Colombia: 12 personas
- China: 9 personas
- España: 8 personas